# TCDD DE22000 sorozat
A TCDD DE22000 sorozat  egy török Co'Co' tengelyelrendezésű dízel-villamos mozdony sorozat. A TCDD üzemelteti. Összesen 87 db-ot gyártott belőle 1985 és 1990 között a Tülomsaş.
A DE22000-eseket általában teherszállításra használják, de gyakran használják személyszállításra is. A mozdonyok fő jellemzője az volt, hogy az első olyan mozdonyok voltak Törökországban, amelyek szinkronüzem-képességgel is rendelkeztek. Ez lehetővé tette, hogy 2 vagy több mozdonyt összekapcsoljanak, és a teljes elérhető teljesítményt használják, azonban nem minden mozdony rendelkezik ezzel a képességgel.